# Convenção das Igrejas Batistas Independentes (Brasil)
A Convenção das Igrejas Batistas Independentes é um denominação cristã evangélica de igrejas batistas independentes em Brasil. Tem sua sede na cidade de Campinas. 

## História
A Convenção têm a sua origem no trabalho da Missão de Örebro, um movimento Pentecostal-Batista na Suécia. O missionário Erik Jansson veio em 1912 para atender colonos suecos residentes no município de Guarani das Missões, no estado do Rio Grande do Sul, e mais tarde espalhou-se por outros estados.
Foi fundada no ano de 1952, na cidade de Ijuí (RS). Tem como presidente o Pr. Marcos Elias Silva. 
A Missão de Örebro uniu-se em 1997 a duas outras associações batistas e adotou internacionalmente o nome InterAct.
No ano 2012 a CIBI comemorou 100 anos do trabalho missionário Batista Independente no Brasil.
De acordo com um censo da associação, em 2023 ela disse que tinha 610 igrejas e 35,736 membros.